# Anna (Go to Him)

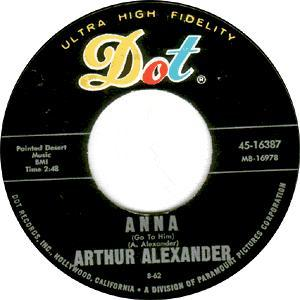
Lado A do single de Arthur Alexander, lançado em 1962.

"Anna (Go to Him)" é uma canção escrita por Arthur Alexander. Alexander lançou a canção como single pela Dot Records em 17 de setembro de 1962. Embora o título da canção seja "go to him", na letra se canta "go with him".

## A Versão dos Beatles
A canção era uma das favoritas de John Lennon, e tornou-se parte do repertório dos Beatles no início de carreira sendo lançada no primeiro álbum do grupo em 1963, Please Please Me. Nos Estados Unidos, a canção foi lançada no álbum Introducing... The Beatles, tendo seu lançamento em 22 de julho de 1963 e relançada no álbum The Early Beatles em 22 de março de 1965.
Os Beatles gravaram a canção no dia 11 de fevereiro de 1963 em três takes. No dia 17 de junho de 1963, os Beatles gravaram a música para o show na rádio BBC chamado Pop Go the Beatles. O show foi ao ar no dia 25 de junho. Eles a gravaram novamente no dia 1 de agosto para o show de rádio do dia 25 de agosto.

### Créditos
- John Lennon — vocal principal, guitarra acústica
- Paul McCartney — baixo, vocalização
- George Harrison — guitarra solo, vocalização
- Ringo Starr — bateria